# Lecci
Lecci är en kommun i departementet Corse-du-Sud på ön Korsika i Frankrike. Kommunen ligger  i kantonen Porto-Vecchio som tillhör arrondissementet Sartène. År 2022 hade Lecci 2 020 invånare.

## Befolkningsutveckling
Antalet invånare i kommunen Lecci
Referens:INSEE